# John Rooke Corbett
John Rooke Corbett, né le 27 septembre 1876 à Handforth dans le Cheshire et mort le 13 août 1949, est un des membres fondateurs du Rucksack Club, un club alpin de Manchester. Dans les années 1920, Corbett dresse une liste de sommets ayant une altitude comprise entre 2 500 et 3 000 pieds (entre 762 et 914 mètres), soit inférieure aux munros, et possédant toutefois une proéminence de plus de 500 pieds (152 mètres). Il devient en outre la quatrième personne, et le premier Anglais, à gravir tous les munros, en 1930. La liste n'est publiée qu'après sa mort, lorsque sa sœur la transmet au Club alpin écossais. Ces sommets sont connus en Écosse sous le nom de « corbetts », en son hommage.